# Димитър Кушев (революционер)
Димитър (Диме) Панов Кушев е български общественик и революционер, деец на Върховния македоно-одрински комитет.

## Биография
Роден е в град Велес, тогава в Османската империя, днес в Северна Македония. По професия е чиновник и е помощник-кмет на Кюстендил. На 24 януари 1896 година влиза в настоятелството на Македонското благотворително братство „Св. св. Кирил и Методий“ като член. По-късно същата година е председател на дружеството и кандидат за кмет. Участва в комитета за подпомагане на бежанците, следствие на Винишката афера от 1897 година. След Илинденско-Преображенското въстание от 1903 година е председател на Македонското еснафско дружество, което се грижи за подпомагането на бежанците в Кюстендил и околията.
Делегат е на Втория македонски конгрес и Седмия македоно-одрински конгрес.
През Първата световна война е висш чиновник в Дирекцията на железниците.